# ماشین‌ها ۲ (بازی ویدئویی)
ماشین‌ها ۲ (به انگلیسی: Cars 2) یک بازی ویدئویی مسابقه‌ای سوم شخص است که توسط شرکت اوالانچ سافتور بر پایه فیلم ماشین‌ها ۲ ساخته شده‌است. این بازی توسط شرکت دیزنی اینترکتیو استادیوز برای مکینتاش، نینتندو دی‌اس، پلی‌استیشن ۲، وی، ویندوز، پلی‌استیشن ۳ و ایکس‌باکس ۳۶۰ منتشر شده‌است. این بازی در ۲۱ ژوئن ۲۰۱۱ در آمریکای شمالی و دو روز بعد در استرالیا انتشار یافت. ماشین‌ها ۲ در اروپا در تاریخ ۴ نوامبر ۲۰۱۱ منتشر شد.
نسخه اندروید این بازی از گوگل پلی، مایکت و کافه بازار قابل دسترسی است.

## بازتاب
| گردآورنده | امتیاز           |
| --------- | ---------------- |
| متاکریتیک | ۷۶(ایکس‌باکس ۳۶۰) |

| ناشر               | امتیاز |
| ------------------ | ------ |
| گیم اینفورمر       | ۷٫۷۵   |
| آی‌جی‌ان             | ۸/۱۰   |
| مجله رسمی ایکس‌باکس | ۷٫۵/۱۰ |
| GamerLiveTV        | ۸٫۵/۱۰ |